# Kamil de Lellis
Kamil de Lellis (25. května 1550, Chieti, Itálie – 14. července 1614, Řím) je katolický světec, kněz a zakladatel řádu kamilliánů.

## Život
Narodil se 25. května 1550 v obci Bucchinico u Chieti v Arbuzzách (Itálie). Bojoval v armádě benátské republiky proti Turkům. Posléze chtěl zanechat vojenského života, který byl rozmařilý a vstoupit ke kapucínům. Pro vážné onemocnění ale nebyl přijat. Během svého léčení v Římské nemocnici pomáhal ošetřovat ty, co na tom byli ještě hůř než on. Rozhodl se, že pomoci nemocným zasvětí svůj život.
V roce 1582 založil společenství, které si říkalo „služebníci nemocných“ a které jako svůj znak začalo užívat červený kříž. Z tohoto společenství později vznikla řeholní společnost kamiliánů.
Na Kamila de Lellis měl velký vliv sv. Filip Neri. Ve službě nemocným spatřoval službu trpícímu Kristu a této činnosti nezanechal ani poté, co byl v roce 1584 vysvěcen na kněze. Zemřel v Římě 14. července 1614, svatořečen byl v roce 1746 a roku 1886 prohlášen patronem nemocných a umírajících. Liturgická památka se slaví 14. července.